# Emil Herminghaus
Emil Herminghaus (* 17. Januar 1837 in Wülfrath; † 30. September 1921 in Düsseldorf) war ein deutscher Unternehmer.

## Leben und Wirken

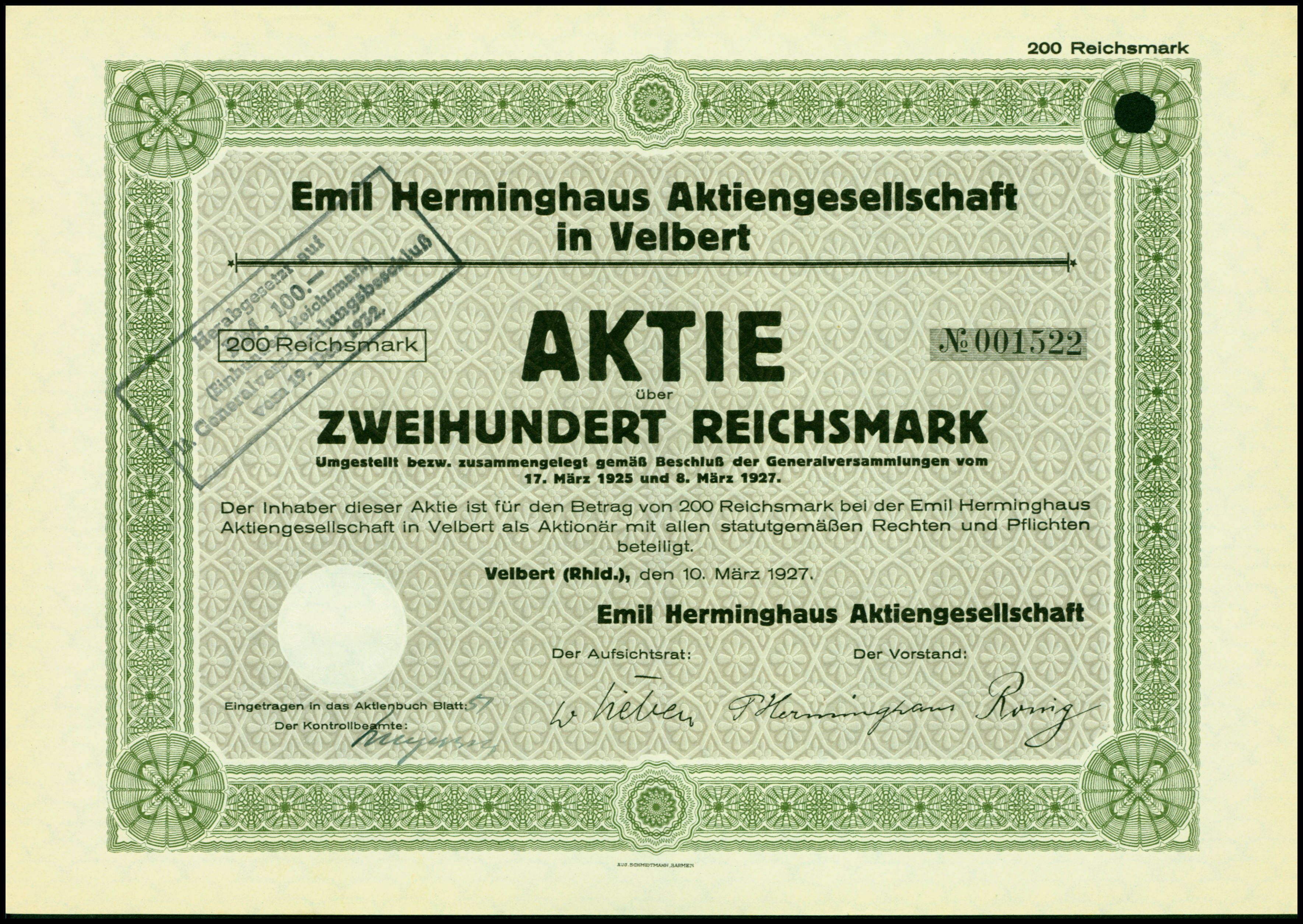
Aktie über 200 RM der Emil Herminghaus AG vom 10. März 1927

Herminghaus wuchs in Wülfrath auf und gründete 1871 eine Gießerei und eine Schlossfabrik in Velbert, die Möbel- und Türschlösser sowie Beschläge herstellte. Später erwarb er noch eine weitere Fabrik in Riga im heutigen Lettland; außerdem wurde ein Großhandel in Berlin eröffnet.
Im Jahr 1900 zog sich Herminghaus aus der Geschäftsführung seines Unternehmens zurück. Er kaufte ein Haus in Düsseldorf, am Schillerplatz im Zooviertel, wo er fortan lebte. Auch im Ruhestand blieb er der Stadt Velbert stark verbunden. Im Jahr 1912 schenkte er der Stadt eine Summe von 30.000 Mark, die das Geld dafür verwendete, auf dem einige Jahre zuvor erworbenen Gelände einen Park anzulegen. Dieser Park wurde nach dem Stifter benannt und existiert noch heute unter dem Namen Herminghauspark, auch die neben dem Park liegende Straße trägt seinen Namen. 
Herminghaus hatte einen gleichnamigen Sohn, Emil Herminghaus junior.
Während die Herminghaus-Fabrik in Riga im Ersten Weltkrieg verloren ging, wurde die Schlossfabrik 1939 geschlossen. Als letztes wurde die Gießerei 1963/1964 an die Gottfried Reuter KG in Velbert verkauft. Der Großhandel besteht noch heute, befindet sich allerdings nicht mehr in Familienbesitz. Auf dem Gelände des Velberter Unternehmens liegen heute der Europaplatz und das Forum Velbert. In unmittelbarer Nähe existiert noch die Villa Herminghaus, die im Besitz der Stadt ist.